# Manush Myftiu
Manush Myftiu (Vlora, 1919. január 16. – Tirana, 1997. október 20.) albán kommunista politikus. Az állampárti Albánia egyik vezető politikusa, a nemzetgyűlés elnöke (1947–1950), több ízben a minisztertanács elnökhelyetteseinek egyike (1950–1952, 1954–1966, 1976–1990) volt, emellett pályája során vezette az igazságügyi (1951), az egészségügyi (1956–1958), valamint az oktatásügyi és művelődési tárcát (1958–1965) is. A rendszerváltást követően politikusként elkövetett bűneiért elítélték.

## Életútja
A dél-albániai Vlorában született, tehetős földbirtokos családban. A középiskolát Rómában végezte el 1939-ben, majd egy évig orvostanhallgató volt a Torinói Egyetemen. 1940-ben hazatért az olaszok által megszállt Albániába, majd kényszerűségből belépett az albán fasiszta ifjúsági szervezetbe. 1941-ben, továbbra is a Fasiszta Ifjúság (Rinija Fashiste) tagjaként, titokban csatlakozott az akkor alapított Albán Kommunista Párthoz, az elkövetkező években pedig partizánként vett részt a megszállók elleni fegyveres harcban.
A përmeti kongresszuson 1944 májusában megalakított ideiglenes parlament, az Antifasiszta Tanács tagja lett, 1946-tól egészen 1990-ig nemzetgyűlési képviselő volt, 1947. július 12-étől 1950. január 21-éig pedig a nemzetgyűlés elnöki tisztét is betöltötte. Myftiu Mehmet Shehu protezsáltjaként az állampárt szűkebb vezetőségéhez tartozott, a pártvezetésen belül az oktatási, művelődési és tudományos kérdések szakértőjének számított. 1948 novemberétől 1991 júniusáig állandó tagja volt a párt központi bizottságának, 1952 áprilisától póttagja, 1956 júniusától 1990 júliusáig pedig állandó tagja a politikai bizottságnak is. Tárca nélküli miniszteri pozícióban 1949. november 17-étől 1951. április 11-éig az Állami Számvevőszék vezetője, 1950. július 9-étől 1952. április 9-éig, majd 1954. július 19-étől 1966. március 16-áig a minisztertanács egyik elnökhelyettese volt. 1951. április 11-étől szeptember 5-éig igazságügyi miniszter, 1956. szeptember 24-étől 1958. június 3-áig egészségügyi miniszter, 1958. június 22-étől 1965. június 22-éig oktatási és művelődési miniszter volt. Ezt követően egy évtizedre a háttérbe húzódott az országos politika színpadán, amikor 1966-ban a tiranai pártszervezet főtitkárává nevezték ki. 1976. október 1-jétől 1990. július 7-éig ismét a minisztertanács elnökhelyettese volt, ezzel párhuzamosan 1989. február 2-ától az Állami Számvevőszék munkáját is irányította. Éveken át elnöke volt a rettegett internálási bizottságnak; amikor korábbi mentora, Mehmet Shehu kegyvesztett és öngyilkos lett, Myftiu gondoskodott a Shehu család tagjainak Belshbe internálásáról.
A rendszerváltást követően, 1994. július 2-án a hatalommal való visszaélés vádjával ötéves börtönbüntetésre ítélték, de előrehaladott korára tekintettel óvadék ellenében a büntetés végrehajtását felfüggesztették.

### Családja
Házassági kapcsolatok révén rokonságban állt több más kommunista pártvezetővel is, egyebek mellett sógorok voltak Pirro Kondival és Pilo Peristerivel, de házassági kapcsolat révén Besnik Bekteshivel is rokonságba került, fia pedig Adil Çarçani lányát vette feleségül.